# Sebastian Edschmid
Sebastian Edschmid (né le 17 octobre 1965 à Darmstadt) est un directeur de la photographie allemand.

## Biographie
Edschmid commencé comme directeur de la photographie assistant en 1987 et étudie à l'Académie allemande du film et de la télévision de Berlin de 1993 à 1999.
Sebastian Edschmid est membre de la Deutsche Filmakademie.

## Filmographie
- 1998 : Ku'damm Security
- 1998 : Alle für Arbeit
- 1998 : Villeneuve
- 1998 : Spiel des Tages
- 1999 : Fremde Freundin
- 2000 : Deeply
- 2001 : Kleine Kreise
- 2001 : Endstation Tanke
- 2001 : Lurch
- 2002 : Das verflixte 17. Jahr (TV)
- 2002 : Mutanten
- 2002 : Kiss and Run
- 2003 : L'École de l'amour (TV)
- 2004 : Der Boxer und die Friseuse (TV)
- 2004-2005 : Unsolved (série télévisée, 6 épisodes)
- 2005 : Almost Heaven (de)
- 2006 : Sweet Mud
- 2006 : Pères, quand vous ne savez plus ! (TV)
- 2006 : Schwesterherz (de)
- 2007 : Le Diable dans le ventre (de) (TV)
- 2008 : Adam Resurrected
- 2009 : Tolstoï, le dernier automne
- 2009 : Das Glück ist eine ernste Sache (TV)
- 2010 : Black Death
- 2010 : Neue Vahr Süd
- 2011 : Le Souvenir de toi
- 2012 : Les Aventures de Huck Finn (de)
- 2013 : Dampfnudelblues (de)
- 2013 : Le Secret de Kanwar
- 2013 : Polizeiruf 110: Wolfsland (de) (sérié télévisée)
- 2014 : Männertreu (de)
- 2014 : Winterkartoffelknödel (de)
- 2015 : Falafel sauce atomique
- 2015 : Meine fremde Frau (de) (TV)
- 2016 : Aufbruch (TV)
- 2016 : Tatort: Die Geschichte vom bösen Friederich (de) (sérié télévisée)
- 2018 : Tatort: Unter Kriegern (de)  (sérié télévisée)
- 2018 : Sauerkrautkoma (de)
- 2019 : Ein verhängnisvoller Plan (de) (TV)
- 2020 : Lindenberg! Mach dein Ding